# Палата Албанија
Палата „Албанија“ (пуног назива: Палата Хипотекарне банке Трговачког фонда или скраћено:Палата Трговачког фонда)  је први облакодер у Београду. Налази се у средишту града, на углу Коларчеве и Кнез Михаилове улице. Изграђена је на основу конкурсног пројекта Бранка Бона и Милана Гракалића, из 1938. године. Објекат је завршен 1939. године по пројектима Миладина Прљевића и конструктора инж. Ђорђа Лазаревића. Дуго је била највиша зграда, доминирајући објекат модерне архитектуре на гребену Београда и висински регулатор просторне композиције дуж читавог потеза Теразије–Славија.
Палата „Албанија“ има 13 надземних и четири подземна спрата, висока је 53 m и укупне је површине 8.000 m². У време изградње био је други по висини  небодер југоисточне Европе, Балкана и Краљевине Југославије (највиши је био Неботичник, изграђен 1933. висине 70 м).

## Историја

### Кафана
Надимак је добила по истоименој кафани „Албанија“ из 1860. године, која се налазила на месту данашње палате. Београд су у 19. веку сачињавале претежно приземне и неке једноспратне грађевине, док су утицаји са запада тек почињали да се осећају, као и свест о стварању националног стила у архитектури. Тако је настала и кафана „Албанија“, која се састојала од подрума, приземља и једног спрата. Средином тридесетих година 20. века, приликом инспекцијског прегледа, остао је записан извештај у коме је изражен општи утисак о њеном запуштеном стању, као и закључак да се она поправком неће моћи довести у ред. Љигава маса од блата, органских материја и разних течности прекривале су под кафане. Кухиња је била тескобна, ниска, мрачна и несигурна против пожара, док се на једном прозору налазио ћевабџијски роштиљ, а у подруму су носећи зидови били од ломљеног камена са блатом. И поред лошег стања у коме се кафана налазила, она је представљала омиљено стециште старих Београђана, већина је свраћала због друштва, па им није сметао њен лош спољашњи, а ни унутрашњи изглед. Један од честих гостију тада, био је и Бранислав Нушић, који је, уверен да ће кафана заувек остати на свом месту, једном приликом записао: 
Почев од теразијског чвора, десном улицом која спаја Теразије и Позоришни трг (Коларчева улица), настаје низ кафана, од којих су многе већ раније изумрле. Једино, на врху те улице, постоји и данас, као траг старога Београда, и постојаће, како изгледа вековима, кафана „Албанија“, ругло Београда, али елдорадо свих закупаца те кафане. Не постоји кафана са мање режије, а више промета; нити постоји кафана коју посећује тако разнолика и тако мешовита публика— Бранислав Нушић 1929.
Кафана је срушена одмах после поноћи 17. октобра 1936. године. Мада је општина још пре тога укинула воду и струју, све до тренутка када су ватрогасци почели да скидају прозоре, у кафани су се послуживали гости. Цео догађај је пратио велики број Београђана, који су се враћали са вечерњих биоскопских представа.. На имању „Албаније“, осим ове кафане налазили су се и други закупци: кафаница „Мала касина“, ракиџиница, дуванџиница, часовничарска, галантеријска и друге радње, које су срушене истог, или неколико дана касније, а око педесетак људи је тада остало без посла.

### Плац
Земљиште на коме се некада налазила "Албанија", површине 575 m² продато је у новембру за тадашњих баснословних 8 милиона југословенских краљевских динара Хипотекарној Банци Трговачког фонда. Наведена сума била је исплаћена директним наследницима (Симићи и остали) оригиналног власника овог плаца - Крсте Томановића који је исти стекао 1860. г.
Тек две године касније био је расписан конкурс за изградњу вишеспратнице на том месту, у међувремену је, децембра 1937, подизан рекламни павиљон.
Конкурс за идејне скице је расписала Хипотекарна банка Трговачког фонда у Београду 14. јануара 1938. године, рок за предају радова био је до 28. фебруара, а извештај комисије је урађен 6. априла исте године. На конкурс су се пријавиле 84 архитекте, али нико није добио прву награду. Додељена су друга и две треће награде, два решења су предвиђала конкавни облик према Теразијама. Награда решењу које је на крају спроведено је повучена јер аутори нису имали школске квалификације.
Грађевински одсек је одобрио планове за зидање 26. јула 1938, али због премашене висине планови су поднесени Министарству грађевина. Предузимачи су могли подносити понуде до 10. августа.

### Градња
Градња је започела 16. јула 1938, трајала је до 20. октобра 1939. године До фебруара 1939. се стигло до трећег спрата, захваљујући благој зими, скеле су скидане у децембру. Зграда је грађена у стилу српског модернизма: безорнаментална фасада, слободна основа, вертикална наглашеност, равно завршена пета фасада, али поседује и извесне декоративне и функционалне специфичности у стилу ар декоа.
Основа грађевине развијена је у складу са њеном позицијом на углу улица. Монументални габарит са конвексним угаоним решењем куле од 11 спратова и нижим крилима, ослоњен је на својеврсни постамент са конкавним угаоним делом кога чине нивои приземља и мезанина. У хармоничну укомпоновану фасаду унете су одређене иновације попут алузије на стварање ефекта армирано-бетонске конструкције, надстрешнице органски повезане са мезанином која поред декоративне има и функционалну улогу, као и степенасто каскадирање маса, што даје декоративни ефекат својствен архитектури ар декоа. Посебну вредност палате чине конструктивни систем од висококвалитетног материјала и оплата фасаде, првобитно обложена зеленкастим италијанским мермером „ћиполином“, а након рата плавичасто-сивим мермером.
Иако највиша зграда, Албанија није била и највиши објекат у Београду. Ту титулу је од 2. јуна 1938. године носио Шкодин торањ, торањска конструкција за егзибиоционе падобранске скокове подигнута на Београдском сајму. Тек када је у новембру 1945. године срушен 74 метра висок торањ, 21 метар нижа Албанија постаје и највиши објекат у граду.

### Палата
Палата је 1944. године била погођена бомбом тешком пола тоне током савезничког бомбардовања у Другом светском рату, јер се у њој тада налазио главни штаб Организације Тот - подземље претворено у противавионско склониште за високе немачке функционере. Том приликом у склоништу су изгинули сви Немци, али је армиранобетонска конструкција издржала и није претрпела веће оштећење. Дана 20. октобра 1944. године, на згради је истакнута југословенска застава са петокраком као знак да су Народноослободилачка војска Југославије и Црвена армија ослободиле Београд од немачких окупационих снага.
Палата „Албанија“, у време подизања сматрана је једним од најуспелијих архитектонских, урбанистичких и скулпторалних решења у градитељској пракси Београда, која је одмах по изградњи стекла признање стручне јавности. Као једно од најзначајнијих остварења југословенске модерне архитектуре, 1984. године је утврђена за споменик културе.